# 2 Brygada Pancerna (Bundeswehra)
2 Brygada Pancerna (niem. Panzerbrigade 2) – pancerny związek taktyczny Bundeswehry.
W okresie zimnej wojny Brygada wchodziła w skład 1 Dywizji Pancernej i przewidziana była do działań w pasie Północnej Grupy Armii.

## Struktura organizacyjna
| Organizacja PzBrig 2 w 1989 | Organizacja PzBrig 2 w 1989        | Organizacja PzBrig 2 w 1989 |
| Godło                       | Pododdział                         | Miejsce stacjonowania       |
| --------------------------- | ---------------------------------- | --------------------------- |
|                             | dowództwo brygady                  | Braunschweig-Rautheim       |
|                             | 21 batalion grenadierów pancernych | Braunschweig-Rautheim       |
|                             | 22 batalion grenadierów pancernych | Braunschweig-Rautheim       |
|                             | 23 batalion pancerny               | Braunschweig-Waggum         |
|                             | 24 batalion pancerny               | Braunschweig-Rautheim       |
|                             | 25 batalion artylerii              | Braunschweig-Heidberg       |